# Gunungiella tsvarafiazga
Gunungiella tsvarafiazga är en nattsländeart som beskrevs av Malicky 1993. Gunungiella tsvarafiazga ingår i släktet Gunungiella och familjen stengömmenattsländor. Inga underarter finns listade i Catalogue of Life.